# Marc Jobst
Marc Dieter Jobst (Harare, 20 de marzo de 1961) es un director de cine y televisión británico nacido en Zimbabue.

## Primeros años
Nació en Zimbabue de un padre ganadero y una madre pintora; ambos ingleses. Su familia regresó a Inglaterra poco después de su nacimiento. Creció en Windsor, Berkshire manejando ganado y domando toros. Creció cerca de un centro de artesanía en las afueras de Windsor, dónde aprendió carpintería, alfarería, encuadernación y herrería.
Decidió estudiar agricultura en la University of Newcastle upon Tyne con el fin de acercarse a la Royal Shakespeare Company, la cual hacía giras allí durante tres meses al año.

## Carrera

### Inicios
Marc junto con un amigo, Tom Richardson, crearon Three Monkeys Theatre Company, su propia compañía de teatro móvil, y a bordo de una vieja ambulancia recorrieron el país dando funciones de Teatro, haciendo espectáculos intencionadamente físicos, que utilizaban la música, el color y la acrobacia, y que se representaban en escuelas, teatros y lugares para personas con dificultades de aprendizaje. Unos años más tarde, readaptó la obra The Loneliness of the Long-Distance Runner, de Alan Sillitoe, dirigida por John Yorke, que también formaba parte de The Three Monkeys.
El espectáculo se estrenó en el Festival de Edimburgo, recibió buenas críticas y fue contratado por un empresario londinense. Se trasladaron a un teatro de Chelsea y las primeras noches actuaron dos, tres o cuatro personas.  Tras mostrar interés Time Out, la revista londinense de listados más importante, lo eligieron como "Critic's Choice".  Un día después se agotaron las entradas. Recorrieron el país y volvieron a Londres para una larga temporada de clausura.

### Radio y documentales
Charlie Bowden dirigía un programa agrícola para ITV Tyne Tees en Newcastle upon Tyne, Farming Outlook, y contrató a Jobst como investigador. La misión era encontrar historias interesantes que pudieran servir como películas para la emisión semanal del programa. Su trabajo de campo lo llevó por mares, páramos, valles y montañas de Inglaterra y Escocia.
De ITV Tyne Tees pasó a la BBC para ayudar a poner en marcha un nuevo programa sobre agricultura y medio ambiente, Country File. Pasó un año investigando y realizando cortometrajes para el nuevo programa. También dirigió su primer documental: la historia de Ed Harper, un criador de cabras ciego de la remota isla de Cape Clear, frente a la costa sur de Irlanda. Para unir su formación teatral y musical a su amor por las historias, dejó la televisión en red para trabajar en BBC Radio 4, donde podía expresar todas sus pasiones. BBC Radio 4 es una mezcla de documentales, drama, comedia, reportajes y programas magazines.  Trabajó en todos ellos como productor, guionista y director.
Out of the Fire: fue una serie documental que realizó con John Simpson, redactor de Asuntos Exteriores de la BBC.  Contaba las historias de cómo gente corriente sobrevivió a acontecimientos mundiales extraordinarios: Chechenia, Camboya, Albania, Ruanda, Sudáfrica, Rusia, Irán, entre otros.

### Televisión y cine
En 1999 deja la BBC para rodar su primera película de acción real, un cortometraje: Calling The Wild, que trataba el creciente dominio del teléfono móvil en la vida cotidiana. También dirigió los dramas continuados EastEnders y Casualty, de la BBC.
La Unidad de Historia Natural de la BBC en Bristol lo contactó para preguntar si le interesaría escribir y dirigir una serie de películas para ellos, utilizando el drama para contar la historia natural de los raros animales que matan humanos en todo el mundo, Manhunter.  Eligió dirigir Los lobos de Gysinge. Fue rodada en los montes Cárpatos de Polonia.
Jobst forjó una relación de trabajo estrecha con Steve Lightfoot. Trabajaron juntos en varias películas, incluida la adaptación al largometraje del thriller erótico Sleep With Me, de Joanna Briscoe. El guionista Andrew Davies escribió la adaptación. En 2014, mientras rodaba en Praga The Musketeers, fue contactado por agentes de Estados Unidos para ofrecerle representación. Mientras se dirigía a Los Ángeles, Steve Lightfoot le llamó para preguntarle si estaría interesado en rodar un episodio de Hannibal, de Bryan Fuller para la NBC. Aterrizó en Los Ángeles, se reunió con sus nuevos agentes y volvió directamente a Toronto para empezar la producción.
Luego de dirigir algunos episodios para la serie Hemlock Grove de Eli Roth, Marvel Studios y Netflix le ofrecen dirigir un episodio de la segunda temporada de Daredevil llamado "The New York Finest". Luego de dirigir el episodio, Netflix continuó ofreciéndole proyectos en series como Luke Cage, The Punisher, Runaways, y Jupiter's Legacy.
Jason Horwitch, uno de los guionistas de Luke Cage, se convirtió en showrunner Berlin Station y lo invitó a dirigir los dos últimos episodios de la serie, rodados en Budapest, Berlín y Viena.  Según Jobst: 

"Uno de los mayores privilegios de ser director es ver a dos actores como Richard Jenkins y James Cromwell dar una clase magistral de interpretación, escuchándose el uno al otro, respondiendo a cada matiz y cambio de ritmo, y recordándonos a todos la magia de lo que hacemos".
—Marc Jobst.

 Fue invitado a dirigir al actor Tim Roth en Tin Star, de Amazon Prime. Rodada en las montañas de Alberta.
The Witcher se rodó en Hungría, las Islas Canarias y Polonia. Netflix lo contrató para que ayudara a volver a rodar las escenas de acción y las historias de Blaviken, así como para dirigir el final de la serie, junto a la showrunner Lauren Schmidt. Sobre dirigir a su estrella dijo: 

"Henry Cavill es un espadachín y un atleta excepcional.  Queríamos utilizar todas sus habilidades físicas para revelar el peligro de Geralt de Rivia en el primer episodio.  A sugerencia suya, trajimos al equipo de lucha con el que Henry y Tom Cruise habían trabajado en Mission: Impossible - Fallout.
—Marc Jobst.

Jobst ha trabajado dirigiendo episodios en otros proyectos como Criminal Justice, Black Sails, The Paradise y One Piece.